# Per Niclas Mathesius
Per Niclas Mathesius, född 22 mars 1711 i Pyhäjoki, död där 23 november 1772, var en svensk präst och politiker.
Per Niclas Mathesius var son till prosten Nils Mathesius och bror till Johan Mathesius. Han studerade 1724–1734 växelvis vid Åbo Akademi och Uppsala universitet. År 1734 blev han magister vid Uppsala universitet efter att ha disputerat på avhandlingen De Ostrobotnia, ett viktigt arbete om Österbottens historia. År 1735 blev Mathesius prästvigd och verkade efter faderns död 1740 som nådårspredikant i Pyhäjoki. År 1743 blev han kyrkoherde där, 1757 prost och 1763 kontraktsprost. Mathesius deltog vid riksdagarna 1755–1756, 1760–1762 och 1765–1766. Vid de senare riksdagarna gjorde han sig känd som en av de främsta och stridbara mössorna inom prästeståndet. I egenskap av deputerad i bankodeputationen vid riksdagen 1765–1766 verkade han för stränga straff för delägarna i växelkontoren. Däremot försökte han förgäves skydda Anders Chydenius från efterräkningar för skriften Källan Til Rikets Wan-Magt.